# Circuit Bancaixa 04/05
La XIV Lliga Professional d'Escala i Corda 04-05 del Circuit Bancaixa és el torneig cimera de la pilota valenciana en la modalitat de l'Escala i corda.
Es va jugar a 3 fases en les quals els equips tractaven d'aconseguir el màxim de punts possibles (3 per la victòria, i 1 si perdien però atansaven els 50 tants). Els millor classificats de cada fase jugaven una partida addicional que els permetia sumar més punts. En acabar les 3 fases els quatre equips amb major puntuació jugaven unes semifinals a partida única per arribar a la final, també a partida única.

## Equips
- Ajuntament d'Alcàsser
  - Cervera, Voro i Oñate
- Ajuntament de Benidorm
  - Genovés II i Fèlix
- Ajuntament de Pedreguer
  - León i Sarasol II
- Ajuntament de Petrer
  - Pedro, Solaz i Jesús
- Ajuntament de Sueca
  - Ribera II i Dani
- Ajuntament de València
  - Núñez i Tino
- Ajuntament de Vila-real
  - Mezquita, Tato i Canari
- Hidra-L'Eliana
  - Álvaro i Salva

### Feridors
- Miguelín i Pedrito

### Reserves
- Escalaters:
  - Adrián I i Miguel
- Mitgers i punters:
  - Bernat, Melchor, Serrano, i Raül II

## Resultats

### 1a Fase
| Data     | Trinquet                         | Equip                | Equip                   | Resultat |
| -------- | -------------------------------- | -------------------- | ----------------------- | -------- |
| 20/11/04 | Pelayo (València)                | Álvaro i Salva       | Genovés II i Fèlix      | 60-55    |
| 23/11/04 | Trinquet Tio Pena (Massamagrell) | Pedro, Solaz i Jesús | Cervera, Voro i Oñate   | 45-60    |
| 28/11/04 | Carcaixent                       | Ribera II i Dani     | Mezquita, Tato i Canari | 60-40    |
| 05/12/04 | L'Eliana                         | Núñez i Tino         | León i Sarasol II       | 25-60    |
| 12/12/04 | Trinquet de Benissa              | Álvaro i Salva       | Cervera, Voro i Oñate   | 60-55    |
| 13/12/04 | Alginet                          | Ribera II i Dani     | León i Sarasol II       | 60-50    |
| 19/12/04 | Sueca                            | Álvaro i Salva       | Ribera II i Dani        | 35-60    |

### 2a Fase
| Data     | Trinquet  | Equip                   | Equip                   | Resultat |
| -------- | --------- | ----------------------- | ----------------------- | -------- |
| 02/01/05 | Alcàsser  | Álvaro i Salva          | León i Sarasol II       | 35-60    |
| 08/01/05 | Pedreguer | Cervera, Voro i Oñate   | Mezquita, Tato i Canari | 40-60    |
| 09/01/05 | Dénia     | Núñez i Tino            | Genovés II i Fèlix      | 60-35    |
| 12/01/05 | Benidorm  | Ribera II i Dani        | Pedro, Solaz i Jesús    | 60-35    |
| 15/01/05 | Petrer    | León i Sarasol II       | Mezquita, Tato i Canari | 30-60    |
| 16/01/05 | Sueca     | Núñez i Tino            | Ribera II i Dani        | 30-60    |
| 23/01/05 | Benidorm  | Mezquita, Tato i Canari | Ribera II i Dani        | 45-60    |

### 3a Fase
| Data     | Trinquet                           | Equip                   | Equip                   | Resultat |
| -------- | ---------------------------------- | ----------------------- | ----------------------- | -------- |
| 29/01/05 | Petrer                             | Núñez i Tino            | Cervera, Voro i Oñate   | 50-60    |
| 30/01/05 | Alcàsser                           | León i Sarasol II       | Ribera II i Dani        | 60-45    |
| 06/02/05 | Trinquet de Vila-real              | Genovés II i Fèlix      | Pedro, Solaz i Jesús    | 60-40    |
| 13/02/05 | Trinquet del Pla de l'Arc (Llíria) | Mezquita, Tato i Canari | Álvaro i Salva          | 60-55    |
| 13/02/05 | L'Eliana                           | Cervera, Voro i Oñate   | León i Sarasol II       | 60-50    |
| 16/02/05 | Guadassuar                         | Genovés II i Fèlix      | Mezquita, Tato i Canari | 35-60    |
| 20/02/05 | Trinquet de Vila-real              | Cervera, Voro i Oñate   | Mezquita, Tato i Canari | 60-30    |

### Semifinals
| Data     | Trinquet   | Equip                 | Equip                   | Resultat |
| -------- | ---------- | --------------------- | ----------------------- | -------- |
| 27/02/05 | Pedreguer  | León i Sarasol II     | Ribera II i Dani        | 60-55    |
| 06/03/05 | Guadassuar | Cervera, Voro i Oñate | Mezquita, Tato i Canari | 55-60    |

### Final
| Data     | Trinquet          | Equip             | Equip                   | Resultat |
| -------- | ----------------- | ----------------- | ----------------------- | -------- |
| 13/03/05 | Pelayo (València) | León i Sarasol II | Mezquita, Tato i Canari | 55-60    |

### Galeria d'honor
- Campió:
  - Ajuntament de Vila-real
  - Mezquita, Tato i Canari
- Subcampió:
  - Ajuntament de Pedreguer
  - León i Sarasol II

| Precedit per: Circuit Bancaixa 03/04 | Circuit Bancaixa 2005 | Succeït per: Circuit Bancaixa 05/06 |